# Tahmid Air
Tahmid Air var ett kazakiskt flygbolag baserat i Almaty. 
Det grundades år 2008 och lades ned året efter, kort innan EU:s flygsäkerhetslista publicerades.
Tahmid Air flög två gånger i veckan till Sharja i Förenade arabemiraten samt charterflygningar till Atyrau och Budapest. I november 2008 flög de också till och mellan Dubai och Bagdad i samarbete med Iraqi Airlines. Tahmid Airs flotta bestod av två stycken Boeing 737.

## Galleri

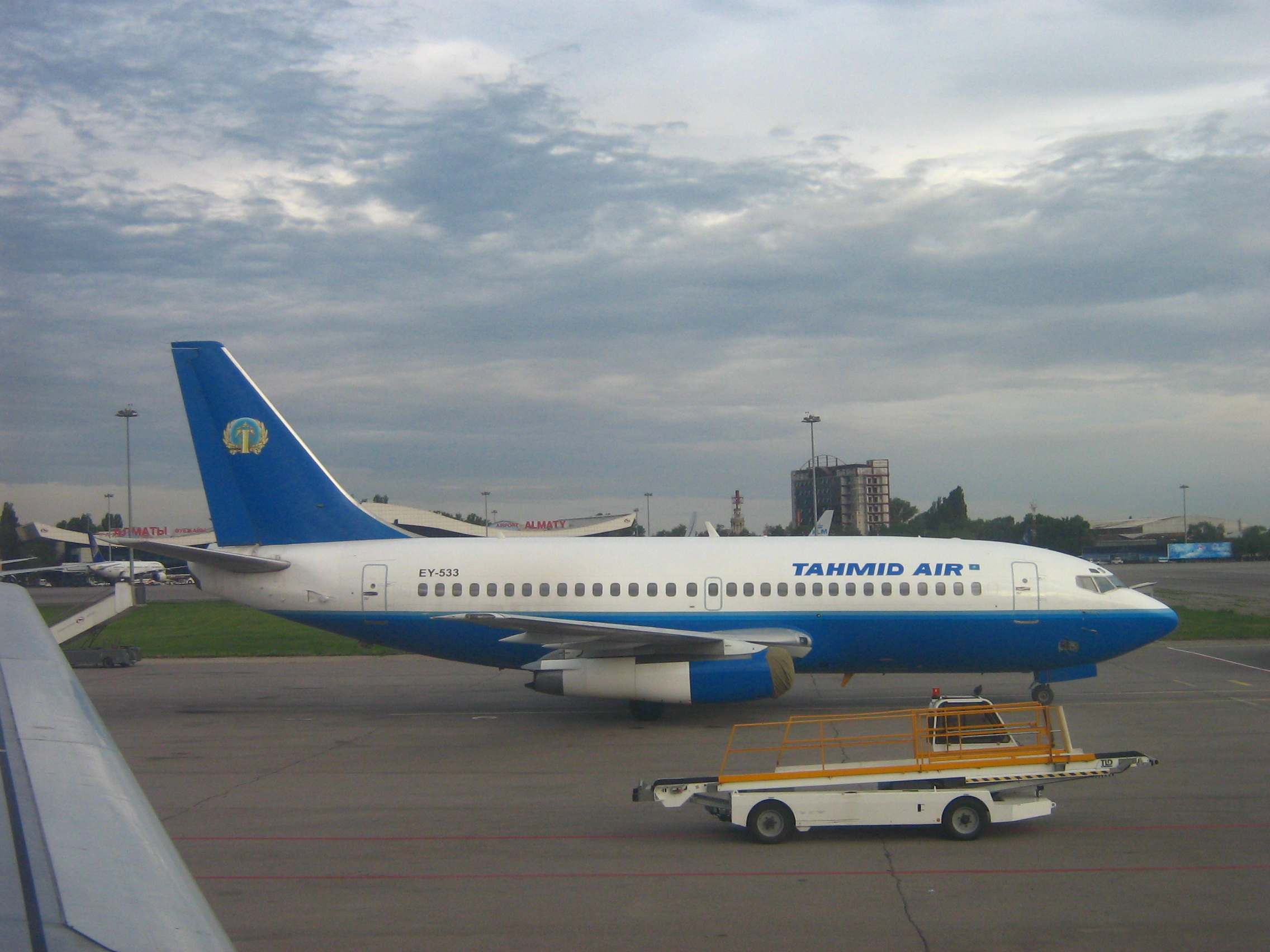
Tahmid Air's Boeing 737-200 EY-533 vid Almaty internationella flygplats
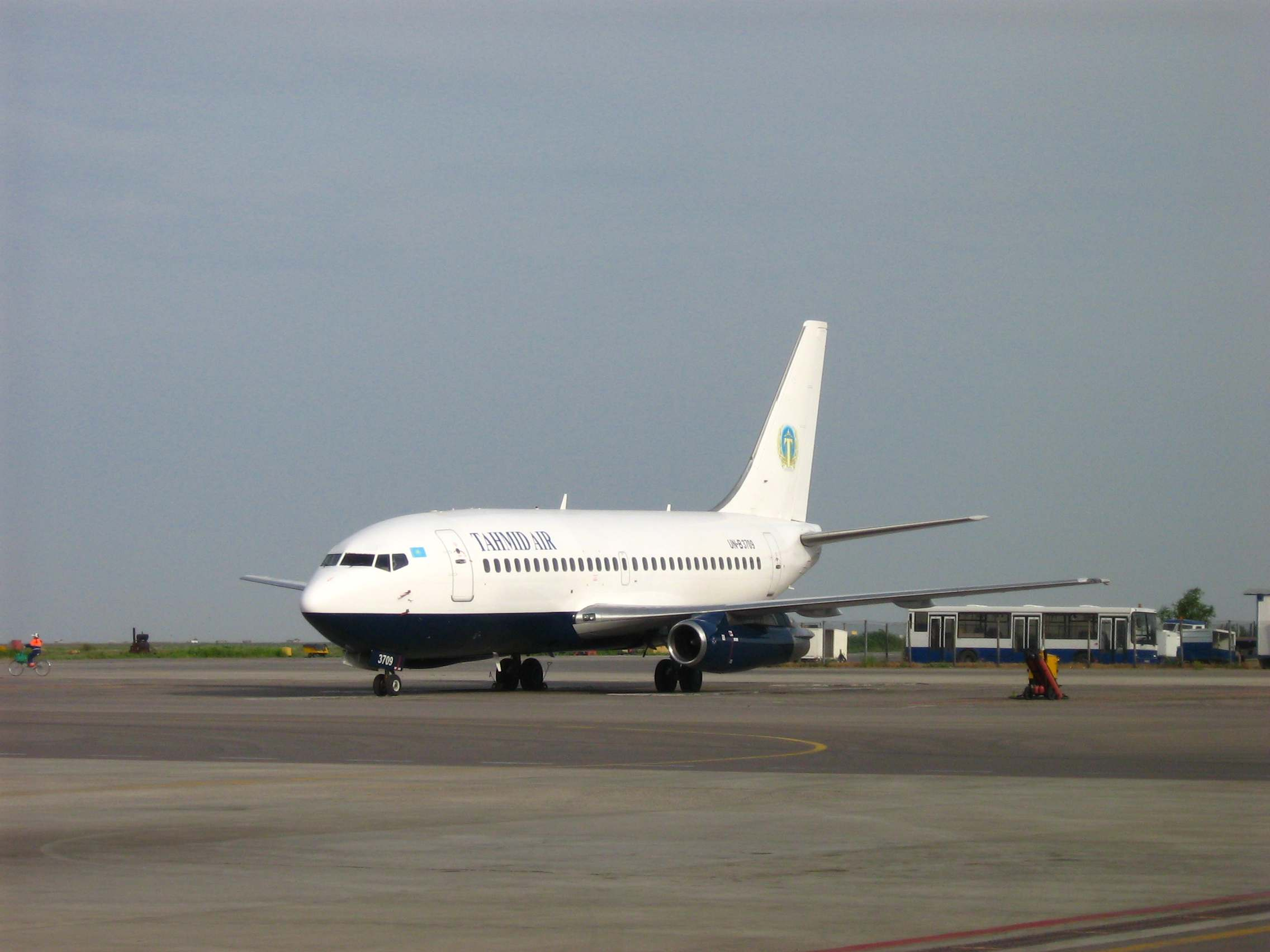
Tahmid Air's Boeing 737-200 Advanced UN-B3709 vid Atyrau flygplats
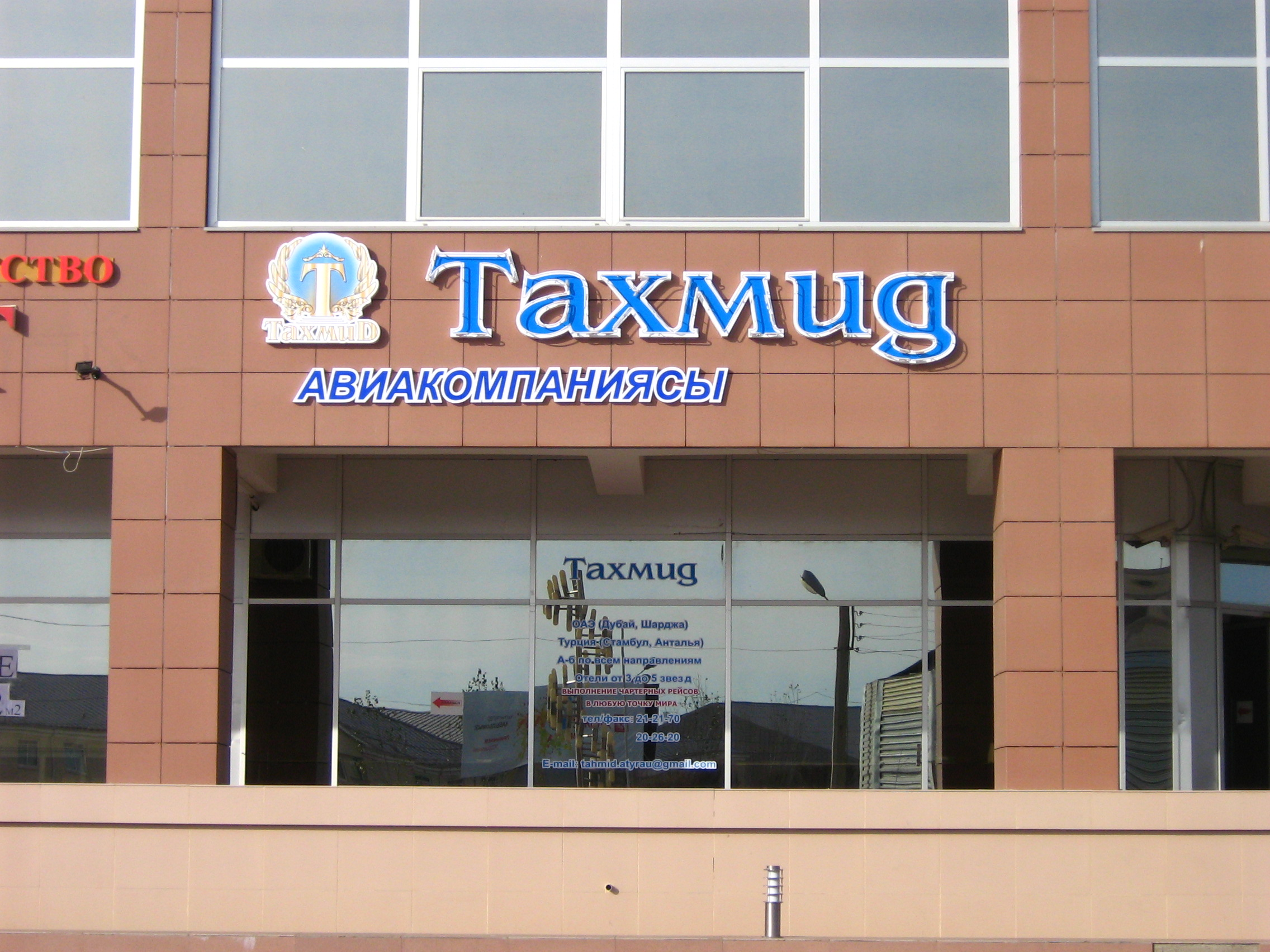
Tahmid Air's kontor i Atyrau, Kazakstan